# European Integration Studio
European Integration Studio，全称为Electronic Arts' European Integration Studio，是位于西班牙马德里的工作室，该工作室为EA最大的为电子游戏国际化和本地化的工作室。该工作室开张时使西班牙专门开发娱乐软件在的工人数量增加了一倍。该工作室有来自15多个国家且超过400人的EA员工，致使该工作室成为西班牙的培养游戏人才的中心。